# Sondra littoralis
Sondra littoralis là một loài nhện trong họ Salticidae.
Loài này thuộc chi Sondra. Sondra littoralis được Fred R. Wanless miêu tả năm 1988.